# متی کش
متی کش (انگلیسی: Matty Cash؛ زادهٔ ۷ اوت ۱۹۹۷) بازیکن تیم فوتبال استون ویلا و بازیکن تیم ملی فوتبال لهستان است.
متیو استوارت کش متولد انگلستان است. کش قبل از اینکه اولین قرارداد حرفه ای خود را با ناتینگهام فارست امضا کند، کار خود را در وایکام واندررز و بعداً در آکادمی آف آی بی آغاز کرد. او در سپتامبر ۲۰۲۰ با استون ویلا قرارداد امضا کرد.
پدر او استورات کش بازیکن حرفه ای فوتبال در بریتانیا و مادرش لهستانی بود. در اکتبر سال ۲۰۲۱ متی کش به واسطه مادر لهستانی اش توانست پاسپورت لهستان را دریافت کند و برای تیم ملی فوتبال لهستان بازی کند.